# Oleksandr Popow

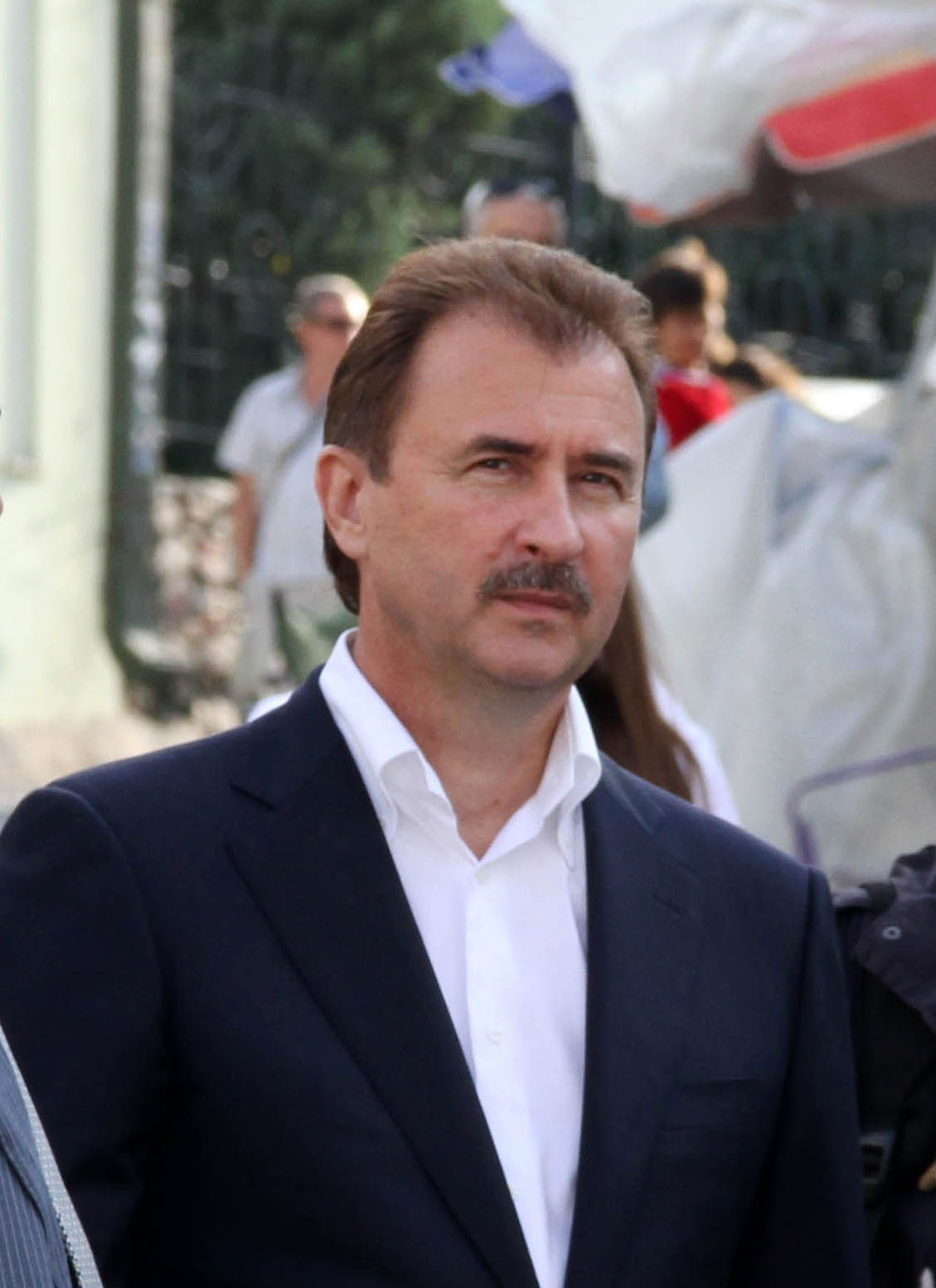
Oleksandr Popow (2012)

Oleksandr Pawlowytsch Popow (* 22. November 1960 in Krywyj Rih, Ukrainische Sozialistische Sowjetrepublik) ist ein ukrainischer Politiker.

## Leben
Von 1977 bis 1982 studierte Popow an der Staatlichen Universität für Architektur und Bauingenieurwesen im westsibirischen Tjumen Bauingenieur. Anschließend leistete er bis 1984, zuletzt als Kompaniechef, Dienst in der sowjetischen Armee. Von 1987 bis 1993 war er erst für den KGB und daraufhin für den SBU, zuletzt im Range eines Oberstleutnants tätig.
Von 1994 bis 2006 war Popow Bürgermeister der 50.000 Einwohner zählenden, in der Oblast Poltawa gelegenen Stadt Horischni Plawni.
Vom 21. März 2007 bis zum 18. November 2007 und erneut vom 11. März 2010 bis zum 17. Juni 2010 war Popow Minister für Wohnungswesen und Kommunalwirtschaft der Ukraine und vom 23. November 2007 bis 11. März 2010 war er Abgeordneter der Werchowna Rada, dem Parlament der Ukraine.
Oleksandr Popow war vom 17. Juni 2010 bis 16. November 2010 Erster Stellvertretender Vorsitzender und vom 16. November 2010 bis zum 14. Dezember 2013 Vorsitzender der Kiewer Stadtverwaltung. Während der Unruhen des Euromaidan wurde Popow am 14. Dezember 2013 vom ukrainischen Präsidenten Wiktor Janukowytsch seines Amtes enthoben, da er, den Ermittlungen des Generalstaatsanwalts Wiktor Pschonka nach, mutmaßlich in die „Verletzung der Rechte“ der Demonstranten auf dem Majdan Nesaleschnosti verwickelt war. In der Nacht zum 30. November 2013 seien Popow und Siwkowitsch, der stellvertretende Chef des Nationalen Sicherheitsrates im Arbeitszimmer des Polizeichefs von Kiew, Walerij Korjak, gewesen und sollen ihn dazu genötigt haben, gewaltsam gegen die Demonstranten vorzugehen.
In den deutschsprachigen Medien wurde er gelegentlich als Bürgermeister von Kiew bezeichnet, da er von Präsident Wiktor Janukowytsch zum Leiter der Staatsverwaltung ernannt wurde und ihm damit gleichzeitig das Amt des Bürgermeisters zustand, zumal der zuletzt gewählte Bürgermeister Leonid Chernovetskyi aus der Staatsverwaltung entlassen wurde. Kiew hatte somit keinen gewählten Bürgermeister bis Vitali Klitschko in dieses Amt gewählt und am 5. Juni 2014 vereidigt wurde.
Zu seinen Verdiensten als Leiter der staatlichen Verwaltung der Stadt Kiew zählte Popov die Eröffnung von fünf neuen U-Bahn-Stationen, zwei Museen und einer Bibliothek, den Bau von Straßenkreuzungen, den Start einer Stadtbahn, die Reparatur von fünf Schulen und 30 Kindergärten.
Am 14. Dezember 2013 wurde Popov als stellvertretender Sekretär des Nationalen Sicherheits- und Verteidigungsrates der Ukraine von Präsident Janukowytsch suspendierte. Am selben Tag übergab der Generalstaatsanwalt der Ukraine „eine Benachrichtigung über den Verdacht des Machtmissbrauchs bei der Anordnung der Euromaidan-Polizeimaßnahmen vom 30. November 2013“ an Popov und Anatoliy Holubchenko wurde zum amtierenden Leiter der Kiewer Stadtverwaltung ernannt.
Bei den ukrainischen Parlamentswahlen 2019 war Popov ein selbsternannter Kandidat im Kiewer Wahlkreis 212. Bei der Wahl wurde Popov nicht ins Parlament gewählt, da er mit 9,52 % der Stimmen den vierten Platz belegte (der Wahlkreis wurde von Maksym Perebyinis von der Partei Diener des Volkes mit 34,43 % gewonnen).
Bei den Kommunalwahlen 2020 in Kiew (angesetzt für den 25. Oktober 2020) war Popov ein Kandidat für das Amt des Bürgermeisters von Kiew, der von der Oppositionsplattform „For Life“ nominiert wurde. Bei der Wahl erhielt er 68.757 Stimmen und sicherte sich damit den zweiten Platz, verlor aber die Wahl gegen den amtierenden Bürgermeister Vitali Klitschko, der im ersten Wahlgang mit 50,52 % der Stimmen wiedergewählt wurde, für den 365.161 Personen gestimmt hatten ihn.

## Privates
Oleksandr Popow ist mit Irina (* 1961) verheiratet und hat einen 1985 geborenen Sohn und eine 1992 geborene Tochter.

## Ehrungen
Oleksandr Popow erhielt zahlreiche Ehrungen. Darunter:
- Orden des Fürsten Jaroslaw des Weisen 5. Klasse (2012[17])
- Verdienstorden der Ukraine 1. Klasse (2011[18]), 2. Klasse (2006[19]), 3. Klasse (2001[20])
- Medaille „70 Jahre Streitkräfte der UdSSR“
- Orden des Heiligen Wladimir 1. Klasse der Ukrainisch-Orthodoxen Kirche Moskauer Patriarchats
- Ehrenbürger von Horischni Plawni